# Ludwigia speciosa
Ludwigia speciosa là một loài thực vật có hoa trong họ Anh thảo chiều. Loài này được (Brenan) Hoch, Goldblatt & P.H. Raven mô tả khoa học đầu tiên năm 2007.